# إدوارد وينشستر
إدوارد وينشستر (بالإنجليزية: Edward Winchester)‏ هو مجدف كندي، ولد في 16 ديسمبر 1970.

## وصلات خارجية
- إدوارد وينشستر على موقع الاتحاد الدولي للتجديف (الإنجليزية)